# Odil Ajmédov
Odil Ajmédov (en ruso: Одил Ахмедов, en uzbeko: Одил Аҳмедов; Namangan, Unión Soviética, 25 de noviembre de 1987) es un exfutbolista internacional uzbeko que jugaba como centrocampista.

## Trayectoria
Nacido en la provincia de Namangan, Ajmédov comenzó a jugar al fútbol en la cantera del Pakhtakor Tashkent. Después de dos temporadas, se incorporó al primer equipo y ganó la Liga uzbeca dos veces con el club.

### FC Pakhtakor
Ajmédov hizo su debut oficial con el primer equipo del Pakhtakor el 16 de mayo de 2006 a los 18 años, en un partido fuera de casa contra el Qizilqum Zarafshon. El propio Pakhtakor Tashkent reveló que Odil Ajmédov había recibido ofertas de clubes extranjeros como las del Krylia Sovetov Samara y el FC Dynamo Moscú de la Liga Premier de Rusia.
Después de una gran actuación en la Copa Asiática 2011, varios clubes mostraron interés en él, entre ellos el Rubin Kazan, Anzhi Majachkalá, Lokomotiv Moscú, el Málaga CF, Bolton Wanderers, AS Mónaco, Al-Ittihad, Dynamo Kiev, Metalist Járkov y el Beşiktaş JK. El Al-Shabab llegó a ofrecer 8 millones y el catarí Al-Gharafa, 12 millones de euros.
El 4 de febrero de 2011 la UFF reveló que Odil Ajmédov se trasladaría a Rusia, donde iba a jugar la próxima temporada, pero el nombre del club no fue revelado. Según la fuente desconocida, Odil Ajmédov iría a jugar en el Anzhí Majachkalá. El jugador viajó a Belek, Turquía, con su actual equipo, el Pakhtakor Tashkent, el mismo lugar donde el Anzhí Majachkalá estaba preparando su pretemporada. Antes de que firmara oficialmente por el Anzhí Majachkalá, Ajmédov tuvo que pasar unas pruebas médicas. Según el Pakhtakor, las ofertas más serias procedieron del Al-Shabab y el propio Anzhí Majachkalá, anunciando también que Odil Ajmédov había sido cedido al Anzhí Majachkalá por un año.
Posteriormente surgieron rumores sobre un interés del Arsenal inglés por Odil Ajmédov. Más tarde, el propio Ajmédov confirmó el interés del Arsenal.

### Anzhi Majachkalá
El 13 de febrero de 2011 Ajmédov anotó su primer gol en el primer partido con el Anzhí durante un partido amistoso contra el Obolon, con victoria por 1-0. Hizo su debut oficial con el Anzhí en un encuentro de la Copa de Rusia 2010-11 ante el FC Zenit San Petersburgo el 1 de marzo de 2011.
El 29 de diciembre de 2011 la web del Anzhí anunció que Odil Ajmédov fue nombrado como el mejor jugador del club durante la temporada 2011. El ganador fue determinado mediante una encuesta realizada entre los visitantes del sitio web oficial y, por último, los entrenadores del club. Ajmédov obtuvo más puntos que Samuel Eto'o y Yuri Zhirkov.

## Clubes
| Club                   | País       | Año       |
| ---------------------- | ---------- | --------- |
| Pakhtakor Tashkent     | Uzbekistán | 2006-2010 |
| F. C. Anzhí Majachkalá | Rusia      | 2011-2014 |
| F. C. Krasnodar        | Rusia      | 2014-2016 |
| Shanghai SIPG          | China      | 2017-2021 |
| Tianjin Teda (cedido)  | China      | 2020      |
| Cangzhou Mighty Lions  | China      | 2021      |

## Palmarés

### Títulos nacionales
| Título             | Club               | País       | Año  |
| ------------------ | ------------------ | ---------- | ---- |
| Liga de Uzbekistán | Pakhtakor Tashkent | Uzbekistán | 2006 |
| Copa de Uzbekistán | Pakhtakor Tashkent | Uzbekistán | 2006 |
| Liga de Uzbekistán | Pakhtakor Tashkent | Uzbekistán | 2007 |
| Copa de Uzbekistán | Pakhtakor Tashkent | Uzbekistán | 2007 |
| Copa de Uzbekistán | Pakhtakor Tashkent | Uzbekistán | 2009 |

### Títulos internacionales
| Título         | Club               | Sede  | Año  |
| -------------- | ------------------ | ----- | ---- |
| Copa de la CEI | Pakhtakor Tashkent | Rusia | 2007 |

### Distinciones individuales
| Distinción                       | Año                                 |
| -------------------------------- | ----------------------------------- |
| Futbolista del año en Uzbekistán | 2009, 2011, 2014, 2015, 2016 y 2018 |